# Vydra jižní
Vydra jižní (Lontra provocax) je druh vydry žijící v nejjižnější části amerického kontinentu. Je známý také pod domorodými názvy huillín nebo gato de río (říční kočka).
Vydra jižní má štíhlé protáhlé tělo dlouhé 60–70 cm, dalších asi 40 cm měří ocas; váží mezi pěti a deseti kilogramy. Srst je na hřbetě tmavě hnědá, na břiše má světlejší skořicový až stříbřitý odstín, jemná a hustá kožešina odpuzuje vodu. Končetiny jsou opatřeny plovacími blánami. Živí se rybami, korýši, měkkýši a vodními ptáky. Období rozmnožování nastává počátkem jara. Oplodněné vajíčko zůstává v děloze samice až osm měsíců, následuje zhruba dvouměsíční březost. V jednom vrhu se rodí jedno až čtyři mláďata. Plavat a lovit potravu začínají po třech měsících a pohlavně dospívají zhruba ve dvou letech, mohou se dožít až deseti let, většina však hyne podstatně dříve. Samice s mláďaty žijí ve skupinách, kdežto dospělí samci jsou samotáři.
Vydra obývá jezera a řeky Patagonie, zdržuje se nejraději v hustých pobřežních porostech; cestuje také podél mořského pobřeží a osídlila ostrovy Chiloé, Ohňová země a ostrov Stavů. Původně zasahoval areál tohoto druhu až po 34. stupeň jižní šířky, ale intenzivní lov pro kožešinu snížil populaci na úroveň ohroženého druhu. Ačkoli je lov od šedesátých let 20. století oficiálně zakázán, dochází k němu ilegálně i nadále. Dalšími problémy jsou odlesňování, stavba přehrad a rostoucí znečištění vody, stejně jako konkurence zavlečeného norka amerického; všechny tyto faktory omezily území obývané vydrou jižní na několik izolovaných lokalit, nacházejících se zejména v národním parku Nahuel Huapi.